# Yakuza 2
Yakuza 2 (龍が如く2, Ryū ga Gotoku 2, litt. « Comme un dragon 2 ») est un jeu vidéo d'action-aventure développé par Amusement Vision et édité par Sega, sorti en 2006 sur la console PlayStation 2. Il fait suite à Yakuza. Il est ensuite sorti sur PlayStation 3 en 2012 et sur Wii U en 2013, uniquement au Japon.
Un remake intitulé Yakuza Kiwami 2, développé par le Ryu ga Gotoku Studio, est sorti sur PlayStation 4 en décembre 2017 au Japon et le 28 août 2018 dans le reste du monde.

## Synopsis
Un an s'est écoulé depuis l'incident impliquant le clan Tojo et les 10 milliards de yens disparus. Kazuma Kiryu et Haruka vivent à présent des jours heureux. Cependant, ils sont replongés dans le feu de l'action lorsque Yukio Terada, le 5e dirigeant du clan Tojo, se fait assassiner sous leurs yeux. Kazuma doit alors reprendre le chemin dangereux qu'il croyait avoir laissé derrière lui pour de bon.
Pour sauver ce qui reste du clan Tojo, Kazuma décide de se rendre à Kansai, emmenant avec lui la lettre de Terada, encore tachée de sang. Là, un voyou du nom de Goda Ryuji, mieux connu sous le nom du Dragon du Kansai, l'y attend de pied ferme...
Résumé détaillé
En 2006, Kazuma Kiryu et Haruka Sawamura vivent désormais une vie paisible loin du monde des Yakuzas, mais le président du clan Tojo  Yukio Terada apparaît et demande l’aide de Kazuma pour empêcher une guerre entre le clan Tojo et l'Alliance Omi basée à Osaka. Le groupe est attaqué par des assassins de l’alliance et Terada est mortellement touché par balle. Il demande à Kazuma de négocier la paix à sa place. Kazuma recrute son ancien camarade Daigo Dojima pour devenir le nouveau président, et les deux voyagent à Osaka, où Kazuma fait la rencontre du fils du président de l’alliance Omi, Ryuji Goda. Ryuji refuse une trêve entre l'Alliance et le clan Tojo et tente d'organiser un coup d'État, mais ils sont stoppés par la police d'Osaka, dirigée par l’inspectrice Kaoru Sayama. Kaoru passe un accord avec Kazuma pour l'aider à arrêter l’alliance Omi en échange d'informations sur le clan Tojo, car elle croit que le clan est lié à la disparition de ses parents quand elle était enfant.
Kazuma Kiryu et Kaoru Sayama découvrent que les chefs de l’alliance Omi Ryo Takashima et Toranu Sengoku ont mis leurs têtes à Prix, et que Daigo et Jin Goda ont été enlevés. Les deux se rendent à Tokyo, où ils retrouvent les policiers Mako Date et Jiro Kawara qui enquêtent sur un attentat à la bombe contre les bureaux de la famille Kazama perpétué par la mafia Jingweon, un syndicat du crime coréen qui aurait été massacré par le clan Tojo en 1980. Craignant une invasion par l’alliance Omi et le clan Jingweon, Kazuma recrutent ses anciens alliés Goro Majima et Kage le fleuriste pour l'aider avant de sauver Daigo Dojima. Pendant les funérailles de Terada, Ryuji avertit le clan Tojo qu'il leur donne trois jours pour faire leur deuil, après quoi ses hommes attaqueront Kamurocho.
Kazuma et Kaoru découvrent que trois hommes du clan Jingweon ont survécu au massacre de 1980. Les deux retrouvent un survivant à Osaka, qui prétend que les survivants du clan Jingweon ne s'arrêteront pas jusqu'à ce qu'eux ou le clan Tojo soient détruits. Le survivant révèle également que la femme du patron de Jingweon, Sueyon, et son enfant ont survécu au massacre grâce à Kawara, mais il est assassiné avant qu’il n’ait pu en révéler plus. Sengoku kidnappe Haruka pour piéger Kazuma, mais ce dernier parvient à se défaire des hommes de Sengoku. Ce dernier tente de fuir, mais il est tué par Ryuji pour ne pas avoir respecté le délais de grâce de trois jours donné au clan Tojo.
Date découvre que le Superintendent de la police de Tokyo, Wataru Kurahashi est un survivant du massacre du clan Jingweon et a utilisé sa position pour couvrir les opérations de ce clan. Kurahashi prend Date et Kage en otage mais est vaincu par Kazuma, Kaoru et Kawara. Kurahashi révèle à Kaoru que ses parents sont Kawara et Suyeon. Kurahashi tire sur Kawara, avant d'être abattu par Kaoru. Avant de mourir, Kawara admet que Suyeon a été tué par le clan Jingweon après la naissance de Kaoru et qu’il l’a confié elle et l'autre enfant de Sueyon, à des familles d’accueil pour les garder en sécurité. Kage découvre que les hommes du clan Jingweon ont placé des bombes à travers Tokyo et qu’ils ont l'intention de les faire exploser le jour de l'anniversaire du massacre quand Ryuji Goda envahira la ville.
La nuit de l'invasion, Kazuma et ses alliés désarment les bombes et battent les hommes de Ryuji. Ryuji défie Kazuma pour une bataille finale au sommet du chantier de construction des collines de Kamurocho. En arrivant, Kazuma retrouve également Jin et Kaoru, qui tente de dissuader Ryuji de se battre après avoir appris grâce aux dossiers de Kurahashi qu'il est l'autre enfant de Sueyon. Loin de se décourager, Ryuji combat Kazuma, étant finalement vaincu par ce dernier. Terada apparaît et révèle qu'il est le dernier survivant et le chef du clan Jingweon. Son plan était d’opposer le clan Tojo et l’alliance Omi les uns contre les autres pour les affaiblir afin que le clan Jingweon puissent les détruire tous les deux et prendre ainsi le pouvoir. Kazuma bat les hommes de Terada, mais Takashima apparaît et tire sur Kazuma, après avoir protégé l'identité de Terada en échange du pouvoir. Cependant, Takashima tue Jin et Terada pour prendre sa place et devenir le leader du clan jingweon.
Terada révèle qu’une bombe à retardement est cachée alors qu'il se meurt et que Takashima tente de s'échapper, mais ce dernier est tué par Ryuji. Croyant qu'aucun d'entre eux ne peut s'échapper à temps compte tenu de leurs blessures, Ryuji et Kazuma se lancent dans un combat final, que Kazuma remporte. Ryuji reconnaît la supériorité de son rival et meurt dans les bras de sa demi-sœur. La bombe se révèle être factice, mise en place par Terada pour détourner l’attention de Takashima au cas où ce dernier se retournerai contre lui. Kazuma Kiryu et Kaoru Sayama entament une relation amoureuse et retournent à Osaka avec Haruka.

## Commercialisation
Yakuza 2 est sorti le décembre 2006 au Japon. Il s'y est écoulé à plus de 700 000 exemplaires, soit autant que le premier opus. Le jeu est commercialisé en septembre 2008 aux États-Unis et en Europe, au prix réduit de 30 €. En février 2007, les ventes des deux premiers épisodes s'élèvent à 1,7 million d'exemplaires dans le monde.

## Accueil
- Edge : 8/10
- Famitsu : 38/40
- Joypad : 15/20[3]

Le jeu est cité dans Les 1001 jeux vidéo auxquels il faut avoir joué dans sa vie.